# Mi niña bonita
Mi Niña Bonita è il secondo album del duo venezuelano reggaeton Chino & Nacho, pubblicato il 6 aprile 2010.

## Tracce
Mi niña bonita
1. Niña bonita
2. Se apagó la llama (feat. R.K.M & Ken-Y)
3. Friday
4. Lo que no sabes tú (feat. El Potro Alvarez & Baroni)
5. Me mata, me mata
6. La pastillita
7. Dentro de mí (feat Don Omar)
8. Ese hombre soy yo
9. Voy a caer en la tentación
10. Una oportunidad
11. Contigo
12. You Make Me Feel (Higha) (feat. Baroni)

Mi niña bonitaReloaded
1. Tu Angelito
2. Niña bonita
3. Se apagó la llama (feat. R.K.M & Ken-Y)
4. Friday
5. Lo que no sabes tú (feat. El Potro Álvarez & Baroni)
6. Me mata, me mata
7. La pastillita
8. Dentro de mí (feat. Don Omar)
9. Ese hombre soy yo
10. Voy a caer en la tentación
11. Una oportunidad
12. Contigo
13. You Make Me Feel (Higha) (feat. Baroni)
14. Niña bonita (Dance Remix)
15. Niña bonita (Urban Remix) (feat. Angel & Khriz)
16. Niña bonita (Banda Version) (feat. Dareyes de la Sierra)
17. Boleto de amor
18. Cuando se muere el amor

## Singoli
- Niña bonita (2009)
- Se apagó la llama (2009)
- Lo que no sabes tú (2009)
- Tu Angelito (2010)